# Жутко громко и запредельно близко (роман)
«Жу́тко гро́мко и запреде́льно бли́зко» (англ. Extremely Loud and Incredibly Close) — роман 
Джонатана Сафрана Фоера, увидевший свет в 2005 году. Главный герой книги — девятилетний мальчик по имени Оскар, нашедший ключ в вазе, принадлежавшей его погибшему отцу. Вдохновленный этой находкой, Оскар начинает искать какую-либо информацию об этом ключе по всему Нью-Йорку.

## Сюжет
Главный герой романа — девятилетний мальчик по имени Оскар Шелл, повествование ведется от его лица. Отец Оскара Томас Шелл погиб при теракте 11 сентября 2001 года, ещё до начала повествования. Осматривая кладовку отца, Оскар находит в вазе небольшой конверт с ключом; на конверте он видит надпись «Блэк». Охваченный любопытством, Оскар намеревается связаться с каждым человеком по фамилии Блэк в Нью-Йорке, чтобы найти замок, к которому подходит отцовский ключ. В романе также существует параллельное повествование, которое, по сути, сводится к серии писем. Некоторые из них написаны дедушкой Оскара и адресованы отцу мальчика, другие же написаны бабушкой Оскара и адресованы самому главному герою.
Эбби Блэк — женщина, которую Оскар встречает практически в начале своих поисков. Он быстро находит с ней общий язык, но о ключе она не знает ничего. Оскар продолжает поиски. Вскоре он знакомится с пожилым человеком, который снимает комнату в квартире бабушки Оскара. Человек, которого мальчик называет «жильцом», оказывается его дедушкой.
Спустя восемь месяцев после встречи с Эбби Оскар обнаруживает на автоответчике сообщение от неё, в котором женщина говорит, что была недостаточно откровенна с ним и знает, кому принадлежит ключ. Когда Оскар приходит к Эбби, она отправляет его к своему бывшему мужу, Уильяму Блэку.
Поговорив с Уильямом Блэком, Оскар узнает, что ваза, в которой он нашёл ключ, раньше принадлежала отцу Уильяма. Отец Уильяма оставил сыну ключ от сейфа, но Уильям, не зная об этом, продал вазу Томасу Шеллу. Оскар отдает ключ Уильяму Блэку и уходит в расстроенных чувствах, даже не узнав, что было в сейфе. Позже Оскар узнает, что его мать знала о его поисках. Она звонила каждому человеку в списке и предупреждала о визите Оскара. Именно поэтому люди, как правило, встречали Оскара дружелюбно и с пониманием относились к его проблеме.

## История создания
Джонатан Сафран Фоер решил написать этот роман, когда испытывал трудности с другим своим проектом. В интервью Фоер заявил: «Я работал над другой историей и начал понимать, что она никак не выходит. Поэтому меня заинтересовал взгляд на жизнь этого ребенка как второстепенный проект. Я подумал, что из этого может выйти история, а может не выйти ничего. Я понял, что все больше и больше времени провожу за этой историей, и понял, что хочу работать над ней».

## Награды
2005 — Бестселлер The New York Times
2005 — Премия музея Виктории и Альберта
2005 — 25 книг The Village Voice
2006 — Премия АБА
2007 — шорт-лист Дублинской премии
2007 — Prix des libraires du Québec for Lauréats hors Québec
2009 — Luisterboek Award
2009 — Премия АБА

## Экранизации
Фильм «Жутко громко и запредельно близко» Стивена Долдри вышел в прокат 20 января 2012 года